# Klaus Draeger

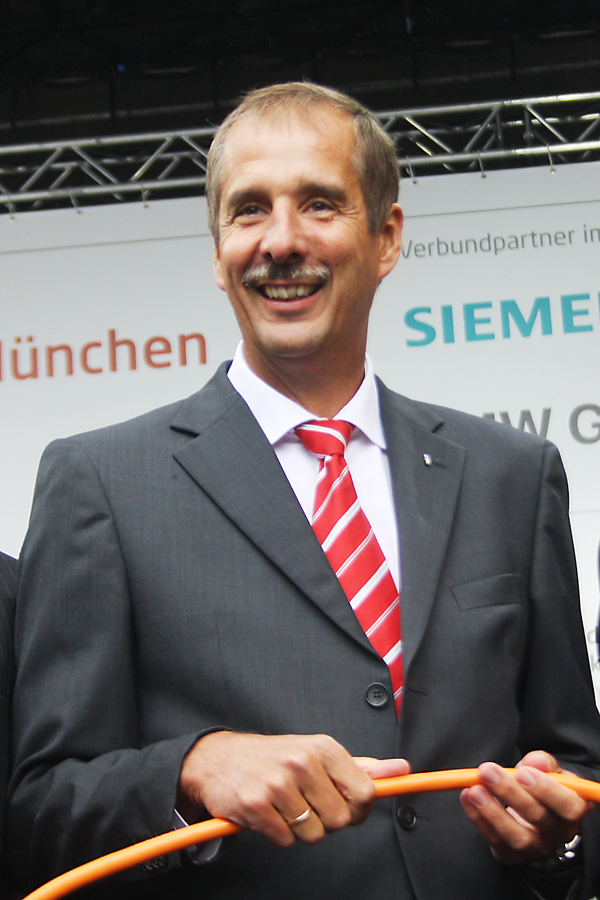
Klaus Draeger (2010)

Klaus Draeger (* 3. September 1956 in Konstanz) ist ein deutscher Ingenieur und Manager. Zuletzt war er bis 2016 als Mitglied des Vorstands der BMW AG für die Bereiche Einkauf und Lieferantennetzwerk zuständig. Seit 2017 ist er im Aufsichtsrat der Rheinmetall AG.

## Ausbildung
Draeger legte 1975 das Abitur am Alexander-von-Humboldt-Gymnasium Konstanz ab und studierte danach von 1975 bis 1981 Maschinenbau an der Universität Karlsruhe (TH). Von 1982 bis 1985 war er wissenschaftlicher Mitarbeiter an der Universität Karlsruhe, wo er 1985 mit der Arbeit Untersuchungen zur Vermeidung von Oberflächenfehlern beim Gießen in verlorenen Formen zum Dr.-Ing. promovierte.

## Karriere
Am 1. September 1985 trat er als Trainee in die BMW AG ein und war später in verschiedenen leitenden Positionen tätig. Von 1991 bis 1993 war er Leiter der Abteilung Einkaufsengineering Antrieb, Fahrwerk und Motorsport, danach Leiter für Einkauf Sondermodelle, technischer Einkauf (BMW Südafrika), Einkauf Karosserie-Interieur, Karosserie-Entwicklung und von 2004 bis 2006 Leiter Große Modellreihe. Am 1. November 2006 stieg Draeger in den Vorstand des Unternehmens auf und folgte damit auf Burkhard Göschel als Vorstand für den Bereich Forschung, Entwicklung und Einkauf. Seit der Erweiterung des Vorstands um das Ressort Einkauf und Lieferantennetzwerk im Jahr 2007 war Draeger Vorstand für den Bereich Entwicklung. Mit Wirkung zum 1. April 2012 verantwortete er den Bereich Einkauf und Lieferantennetzwerk. Von 2014 bis 2016 war er Mitglied des Kuratoriums der Eberhard von Kuenheim Stiftung der BMW AG. Am 30. September 2016 ging Draeger in den Ruhestand. Draegers Nachfolger wurde Markus Duesmann, der seit 2007 bei BMW war.

## Schriften
- Untersuchungen zur Vermeidung von Oberflächenfehlern beim Gießen in verlorenen Formen. Univ. Diss., Karlsruhe 1985.